# Bruno Baum

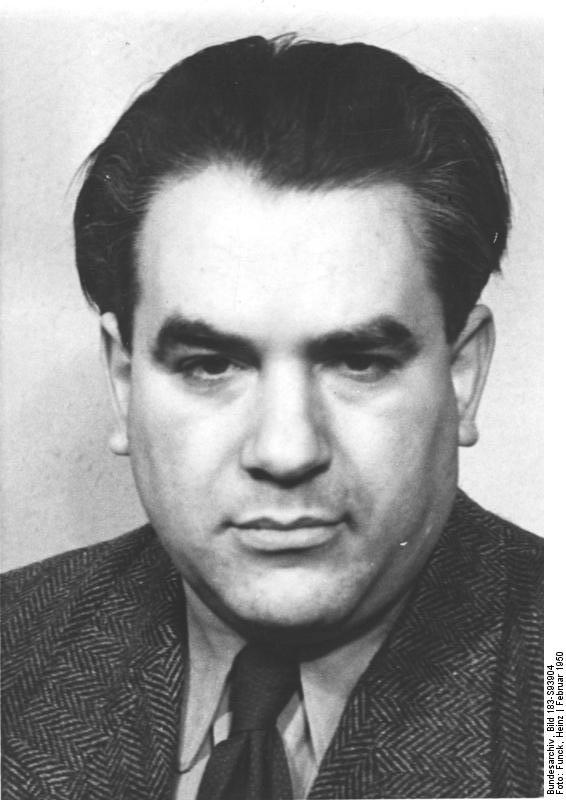
Bruno Baum 1950

Bruno Baum, Pseudonym Fritz Anders und Walter Schwarz (* 13. Februar 1910 in Berlin; † 13. Dezember 1971 in Potsdam) war ein deutscher KPD- und SED-Funktionär und Widerstandskämpfer gegen den Nationalsozialismus.

## Leben

### Jugend
Baum war der Sohn eines jüdischen Schneiders und Büglers. Von 1916 bis 1924 besuchte er eine jüdische Knabenschule in Berlin und absolvierte danach bis 1928 eine Lehre als Elektriker. Diesen Beruf übte er von 1929 bis 1930 aus. Er war Mitglied des Deutschen Metallarbeiter-Verbandes und trat 1926 der KJVD und der Roten Jungfront bei. 1927 wurde er Mitglied der KPD, trat im Jahr darauf aus der jüdischen Gemeinde aus und besuchte die Reichsparteischule der KPD „Rosa-Luxemburg“ in Dresden. 1929 wurde er Mitglied des Roten Frontkämpferbundes (RFB) und Unterbezirksleiter sowie Gauführer der Roten Jungfront Berlin-Brandenburg. Wiederholt inhaftiert, verurteilte man ihn 1931 wegen Weiterführung des RFB zu einem Monat Gefängnis.
Zwischen 1933 und 1934 war er Leiter des KJVD-UB Berlin-Friedrichshain und Instrukteur bei Siemens. Ab Ende 1934 besuchte er für ein Jahr die Internationale Lenin-Schule in Moskau und arbeitete danach illegal unter den Decknamen Fritz Anders und Walter Schwarz zusammen mit Gerhard Rolack, Erich Honecker und Kurt Hager.

### Verurteilung und Widerstand
Am 4. Dezember 1935 wurde Baum zusammen mit Honecker und Edwin Lautenbach verhaftet. Baum verbrachte 18 Monate in Untersuchungshaft in Plötzensee, der heutigen Justizvollzugsanstalt Plötzensee. In der Verhandlung am 7./8. Juni 1937 wurde er vor dem zweiten Senat des Volksgerichtshofes auch durch die Aussagen Honeckers über seine Funktion im KJVD wegen „Vorbereitung zum Hochverrat“ zu 13 Jahren Haft verurteilt. Honecker erhielt im selben Prozess eine zehnjährige Haftstrafe. Von 1937 bis 1943 war Baum im Zuchthaus Brandenburg-Görden inhaftiert und wurde danach ins KZ Auschwitz überstellt.
Im Stammlager des KZ Auschwitz arbeitete Baum als Elektriker der „neuen Wäscherei“ und hatte dadurch relative Bewegungsfreiheit im Lager. Baum trat ab Sommer 1944 für Ernst Burger, der seine Flucht vorbereitete, in die Leitung der sogenannten Kampfgruppe Auschwitz ein, die u. a. weiter aus den polnischen Sozialisten Józef Cyrankiewicz sowie später den beiden österreichischen Kommunisten Heinz Dürmayer, Lagerältester im Stammlager, sowie Ludwig Soswinski bestand. Die Widerstandsorganisation im Stammlager unterhielt ein Organisationsnetz zu anderen Arbeitskommandos, um Nachrichten zu sammeln.
Durch Kontakt zu Polen um Witold Pilecki, die über Kurzwelle aus dem Lager und aus Krakau nach London sendeten, übermittelte die Gruppe Nachrichten nach Westeuropa. Diese wurden jedoch erst mit der Eröffnung der zweiten Front am 6. Juni 1944 (D-Day) von den Alliierten medial aufklärend genutzt. Die Gruppe bildete eine „Redaktionskommission“, bestehend aus Arpad Haasz und Otto Heller, die Aufsätze dafür schrieben. Baum redigierte die Artikel in seiner Werkstatt und gab sie an Cyrankiewicz weiter. Zweimal wöchentlich wurden die Informationen gesendet.
Am 18. Januar 1945 wurde das KZ Auschwitz „evakuiert“ und Baum ins KZ Mauthausen verbracht, wo er das Internationale Komitee des Krankenlagers leitete. Am 5. Mai 1945 wurde Baum durch US-Truppen befreit.

### DDR
Nach Kriegsende war Baum von 1945 bis 1949 Sekretär für Kultur und Erziehung der KPD-Bezirksleitung und politischer Mitarbeiter der Abteilung Schulung des Zentralkomitees der KPD. Von 1946 bis 1951 war er Mitglied der Landesleitung der KPD und, nach der Zwangsvereinigung von SPD und KPD zur SED am 22. April 1946, Mitglied der Berliner SED-Landesleitung. Ab 1949 war er für zwei Jahre Stadtrat für Wirtschaft beim Magistrat von Groß-Berlin, der Stadtverwaltung Ost-Berlins. 1951 wurde er Sekretär der SED-Bezirksleitung Groß-Berlin und verblieb in dieser Funktion bis 1959. In dieser Funktion war er ab 1953 für den Bereich Berlin (West) tätig und ließ sich 1954 als Spitzenkandidat der SED für das "Westberliner" Abgeordnetenhaus aufstellen. Als Parteifunktionär der DDR war Baum 1952 an der Planung der Stalinallee in Berlin beteiligt. Das Preisgericht favorisierte den Entwurf Egon Hartmanns.
Im Frühjahr 1953, nach dem Tod Stalins und in Vorbereitung von Walter Ulbrichts 60. Geburtstag, forderte Baum eine „freiwillige“ Steigerung der Arbeitsnorm um 10 % bei gleichzeitiger Reallohnsenkung um 30 %. Obwohl am 14. Juni im Neuen Deutschland das Ende der „Holzhammermethoden“ Baums gefordert wurde, hielt die SED an den Normen fest. Baum stufte jeden Protest als „klassenfeindlich“ ein. Drei Tage darauf kam es zum Aufstand vom 17. Juni.
1957 wurde Baum Abgeordneter der Volkskammer (bis 1963) und im Jahr darauf ZK-Mitglied der SED. Baum gehörte dem Zentralkomitee bis zu seinem Tod an. Von März 1959 bis Juni 1960 fungierte er als Bereichsleiter im Ministerium für Außenhandel und Innerdeutschen Handel (MAI) und ab Juli 1960 als Mitglied der SED-Bezirksleitung Potsdam. Dort war er Sekretär für Wirtschaft und leitete das Büro für Industrie und Bauwesen. Bis 1963 studierte Baum Elektrotechnik an der Ingenieurhochschule für Starkstromtechnik in Velten-Hohenschöpping.
Baum heiratete nach Kriegsende die Kommunistin Erika Jakl (* 3. Juli 1925 in Wien). Ab 1948 gehörte er der VVN an und wurde 1964 Mitglied des reorganisierten Antifa-Komitees. Baum starb im Alter von 61 Jahren in Potsdam.

## Auszeichnungen und Ehrungen

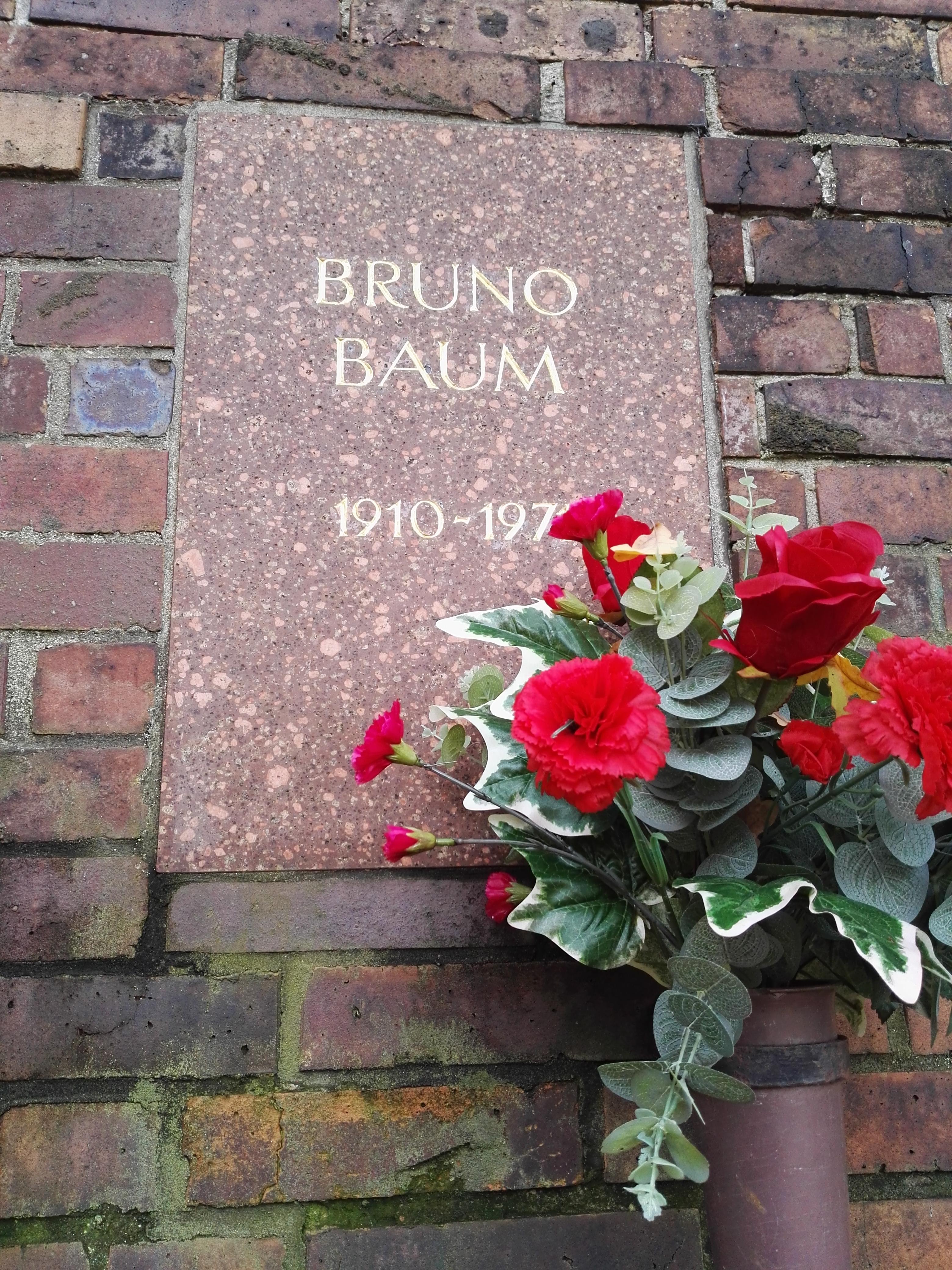
Grabstätte

- Vaterländischer Verdienstorden 6. Mai 1955 in Silber, 1960, 1970
- Banner der Arbeit 1960
- Karl-Marx-Orden 1965

Baums Urne wurde in der Gedenkstätte der Sozialisten auf dem Zentralfriedhof Friedrichsfelde in Berlin-Lichtenberg beigesetzt.
Nach ihm wurden in der DDR zahlreiche Straßen und Schulen benannt, deren Bezeichnung zum Teil bis heute besteht. Z. B. wurde 1979 in Berlin-Marzahn der nördliche Teil der Marzahner Chaussee in Bruno-Baum-Straße umbenannt.

## Kritik an Baums Publikation „Widerstand in Auschwitz“ und Nachwirkungen
Die drei verschiedenen Versionen seines Buches Widerstand in Auschwitz zwischen 1949 und 1962 spiegeln nach Ansicht von Karin Hartewig auf kleinem Raum, auch unabhängig von den Eigenheiten der Person Baums, wie der Kalte Krieg die Erinnerung an das Vernichtungslager in der offiziellen Rhetorik veränderte, durch Weglassen und Hinzufügen von Namen. Es zeige weiter, wie eine theoretische Engführung des Nationalsozialismus, allein als eine Sache der Monopole anstelle eines Projektes sehr vieler Deutschen, die Geschichte verfälscht. „In seinem Bemühen, den Widerstand in Auschwitz und in Birkenau als ‚Organisation‘ mit einheitlichen Interessen und unter Prädominanz der Kommunisten erscheinen zu lassen, verschwieg Baum ein grundlegendes Dilemma.“
Der Österreicher Hermann Langbein (1912–1995), der 1942 bis 1944 in Auschwitz inhaftiert war und sich ab Mitte der 1950er Jahre von der KPÖ distanzierte, sah Baums Ausführungen in dessen Publikation Widerstand in Auschwitz kritisch. Langbein gehörte ebenso wie Burger, Cyrankiewicz, Raynoch, Soswinski und Dürmayer der Kampfgruppe Auschwitz an. Nach Durchsicht der insgesamt drei Ausgaben von Baums Buch fiel Langbein auf, dass einige Häftlinge aus dem Lagerwiderstand, die in der ersten Ausgabe 1949 genannt sind, in der Ausgabe 1962 nicht mehr auftauchen. Wiederum erscheinen in der Auflage von 1962 Personen, die in der Erstausgabe 1949 noch nicht vorkommen. Langbein führt das darauf zurück, dass die beiden Mitkämpfer im Lagerwiderstand sich in der Nachkriegszeit vom Kommunismus abgewendet und dadurch die Gunst der SED verloren hatten.
Baum schrieb in Widerstand in Auschwitz (1962): „Es ist keine Übertreibung, wenn ich sage, dass der größte Teil der um diese Zeit überall in der Welt verbreiteten Veröffentlichungen über Auschwitz von uns stammten. […] Bis zum letzten Tage unseres Aufenthalts in Auschwitz informierten wir auf diese Weise die Weltöffentlichkeit.“
Diese Aussage nutzen Holocaustleugner heute, um die bekannten Schilderungen der Haftumstände in Auschwitz in Frage zu stellen, indem sie sie als „kommunistische Propaganda“ bezeichnen. Tatsächlich geben sie jedoch nur her, dass Baum dem kommunistischen Widerstand eine zentrale Rolle zuschrieb. Seine Aussage richtet sich vor allem gegen national-polnische und organisierte jüdische Widerstandsformen im Lager. Die historisch korrekte Gewichtung ist naturgemäß angesichts der Quellen schwierig, da diese fast ausschließlich aus den publizierten Erinnerungen von Betroffenen bestehen.
Mittel zur Veröffentlichung waren insbesondere je ein Kurzwellensender im Lager nach Krakau und von dort nach London. Baum spricht hier allgemein von „polnischen Kameraden“ als den Beteiligten. Inhaltlich könnte das „von uns stammten“ sich auf die Redaktion der Sendungen beziehen, welche seine Gruppe vornahm, wie er ausführlich beschreibt. Es gab vermutlich aber noch mehrere andere Zulieferer an den Krakauer Sender. Józef Cyrankiewicz, der die Verbindung zum Sender Krakau hielt, betrieb 1947/48 die Hinrichtung Witold Pileckis, der wichtigsten Person aus dem Funker-Team, als „westlichen Agenten“.

## Veröffentlichungen
- Es geht um unsere Kinder. Berlin 1947.
- Unser Plan zur Gesundung Berlins. Der Berliner Zweijahresplan. Berlin 1948.
- Schafft Ordnung in Berlin. Der Weg zur Normalisierung der Wirtschaft. Berlin 1948.
- Widerstand in Auschwitz. Bericht der internationalen antifaschischen Lagerleitung. 1. Aufl.: VVN-Verlag, Potsdam 1949 (55 Seiten); Frontispiz: Józef Cyrankiewicz.[13]
  - Erw. Neuausgabe, gleicher Ober-Titel: (genannt 1. Aufl.) Kongress, Berlin 1957 (108 & 4 S.); 2. bearb. Aufl. ebd. 1962 (110 S.)[14]
- Die Aufgaben der Partei bei der Durchführung der Gewerkschaftswahlen und der Ausarbeitung des VEB-Planes. Berlin 1952.
- Friedliche Verständigung sichert den Arbeitsplatz. Berlin 1953.
- Das wiedervereinigte Berlin muss demokratisch sein. Berlin 1955.
- Die letzten Tage von Mauthausen. Deutscher Militärverlag, Berlin 1965.
- Die letzten Tage von Mauthausen. Überarbeitete und erweiterte Neuausgabe. Verlag Neues Leben, Berlin 2025, ISBN 978-3-355-01926-2.